# داني ماكمانوس
داني ماكمانوس (بالإنجليزية: Danny McManus)‏ هو لاعب كرة قدم أمريكية ولاعب كرة القدم الكندية أمريكي، ولد في 17 يونيو 1965 في دانيا بيتش في الولايات المتحدة.